# Fantasy Life
Fantasy Life (ファンタジーライフ, Fantajī Raifu) est un jeu vidéo de rôle développé par Level-5, avec l'assistance des studios Brownie Brown et h.a.n.d.. Initialement annoncé sur Nintendo DS, il est finalement sorti sur Nintendo 3DS le 27 décembre 2012 au Japon. Une expansion intitulée Fantasy Life: Link est sortie le 25 juillet 2013. Le jeu sort en septembre 2014 en Europe et Australie et en octobre 2014 en Amérique du Nord, et bénéficie du contenu téléchargeable dès le jour de sa sortie.
Le chara-design du jeu a été réalisé par Yoshitaka Amano et les musiques composées par Nobuo Uematsu.
En avril 2013, Level-5 a annoncé avoir vendu plus de 300 000 exemplaires du jeu depuis son lancement.
Une suite a vu le jour entre 2018 et 2023 sur smartphone sous le titre Fantasy Life Online. Une autre suite, intitulée Fantasy Life i: The Girl Who Steals Time, est annoncée le 8 février 2023 pour la même année sur Nintendo Switch avant d'être repoussée en novembre 2023 pour 2024, puis en août 2024 pour 2025, et d'avoir finalement une date de sortie mondiale et multiplatforme pour le 21 mai 2025 sur Nintendo Switch, Playstation 4, Playstation 5, Xbox Series, et Steam.

## Histoire
Dans le monde de Rêveria, un nouveau héros est missionné par le Roi Erik, souverain de Castel, pour enquêter sur la présence inquiétante de pierres du chaos affectant la faune locale. Il ira voyager alors dans d'autres villes, le port des pirates Port Puerto et la ville du désert Al Maajik, afin de rencontrer les autres souverains. Il sera alors aidé par un étrange papillon parlant nommé Flotillon.
Au fil de l'histoire, le héros rencontre de nouveaux personnages qu'il pourra  accueillir dans son équipe afin de recevoir de l'aide (combattre des monstres notamment) et affronte des monstres de plus en plus puissants, explore plaines, montagnes, grottes, déserts, mers et même le ciel et au-delà.
Il est surtout possible de revenir en ville à tout moment, se reposer chez soi, refaire la décoration de ses habitations (une possible dans chaque cité) ou progresser dans d'autres carrières, gagner de l'argent, voir du pays ou encore capturer des bandits. Le destin du monde peut bien attendre.
Le contenu téléchargeable et payant (Fantasy Life : Origin Island) permet de découvrir un nouveau monde qu'il faut sauver des ténèbres éternelles. Ce contenu propose une nouvelle histoire à compléter, un nouveau monde à explorer, ainsi qu'une grande tour abritant trois épreuves. Cette extension coûte 7,99€.

## Système de jeu
Fantasy Life est un simulateur de vie (comme le pourrait être Animal Crossing) couplé d'un RPG dans lequel le joueur crée un héros et a accès à 12 carrières différentes. Le personnage peut, sauf durant certaines séquences de l'histoire, changer à tout moment de carrière. En parallèle d'un système classique d'expérience dans lequel il peut améliorer ses statistiques, il peut améliorer son statut dans chaque carrière en réussissant des défis pour débloquer de nouvelles compétences ou de nouvelles recettes. De plus avancer dans l'histoire peut entraîner l'apparition de bonus supplémentaires, comme des augmentations de la taille des inventaires ou encore la possibilité d'adopter des animaux de compagnie.
Il y a 4 carrières de combats, 3 de récoltes et 5 de fabrications.
Les carrières sont liées. Ainsi un héros peut améliorer ses compétences en tant que mineur pour récolter du minerai, le transformer en lingot puis fabriquer des armes et armures avec ses compétences de forgeron, avant d'utiliser ces armes et armures en tant que paladin ou mercenaire pour éliminer des ennemis.
Le jeu a un système de difficulté aligné sur le niveau du joueur. Ainsi, les quêtes scénarisées ne posent jamais de réels problèmes. Un multijoueur en ligne jusqu'à 3 personnes pour des aventures plus risquées est également disponible, la difficulté redevenant fixe hors scénario. Enfin, plus de 50 PNJ sont à recruter en fonction de l’expérience acquise dans les carrières. Ils ont chacun leurs propres statistiques, donc l'allié recruté le plus tôt dans une carrière sera bien souvent trop faible pour aider dans un défi de rang avancé.
En combat, le personnage joueur a deux séries de mouvements à débloquer en avançant dans ses différents rangs de carrières. Les attaques normales sont des enchaînements qui remplissent la jauge de compétence spéciale, mais pas question de marteler le même bouton, il faut que le coup soit temporisé pour autoriser les combos d'attaques. Une attaque plus puissante nécessite un certain temps de charge et consomme plus de points d'endurance. Elle peut également être doublement chargée ou remplacée par une compétence spéciale lorsque la jauge de compétence se charge d'un cran.
L'extraction, la pêche et l'abattage sont considérés comme un combat (contre la ressource) et se joue de la même manière, les ressources les plus rares pouvant même régénérer leur barre de vie.
Chaque carrière offre une compétence spéciale, un coup puissant pour le combat ou bien un coup de progression pour la fabrication. Le DLC permet à cette jauge d'être double chargée pour accéder au mode dieu, qui achève une fabrication aussitôt, ou offre un atout temporaire en combat comme l'immortalité ou la magie infinie, et remplit la jauge de compétence.
Hors combat, la barre d'endurance se vide lorsqu'on se déplace en sprint ou en furtif. Dans la carrière mage, il faut constamment surveiller cette barre car les attaques consomment toutes de l'endurance et nécessite un stock de potion d'endurance conséquent.

### Carrières de combat
Les combattants ont des compétences martiales pouvant infliger de lourds dommages aux monstres.
- Paladin : manipule les épées et peut porter des boucliers, les attaques varient alors.
- Mercenaire : manipule les épées lourdes, il peut exécuter certaines techniques en enchaînant les coups et ne subit pas de recul tant qu'il attaque mais est complètement exposé.
- Mage : manipule les sceptres, il peut lancer des sorts de 4 magies élémentaires. La terre est une magie de soin et le feu, l'eau et le vent sont des magies offensives bien qu'elles peuvent guérir l'ennemi s'il est du même élément.
- Chasseur : manipule les arcs, il peut tuer, endormir , empoisonner et paralyser ses adversaires à distance.

### Carrières d'artisanat
Les artisans peuvent fabriquer des matériaux depuis des matériaux plus bruts qu'ils peuvent acheter ou récolter au cours de leurs aventures. Ces confections se font par le biais de mini-jeux. La vitesse et la précision permettent d'augmenter le nombre de produits terminés ou d'en améliorer la qualité.
- Cuisinier : il peut fabriquer des plats à partir d'aliments basiques. Ces plats peuvent soigner les PV ou PE, ou augmenter temporairement des caractéristiques.
- Forgeron : il peut fabriquer des lingots à partir de minerais et s'en servir pour fabriquer des armes, outils et armures métalliques.
- Menuisier : il peut fabriquer des poutres à partir de rondins et s'en servir pour fabriquer des armes et outils en bois. Il peut également fabriquer des meubles pour décorer les cottages du joueur.
- Tailleur : il peut fabriquer des tissus à partir de fleurs et de laine. Il peut surtout fabriquer des vêtements ou certains éléments de décoration comme des rideaux.
- Alchimiste : il peut fabriquer des fioles, qui sont leurs outils principaux, des potions aux effets divers, des bombes pour blesser les monstres ou des accessoires à équiper pour augmenter des compétences.

### Carrières de récolte
Les récolteurs peuvent récupérer des matériaux bruts. Ils n'ont qu'à trouver un lieu pour récolter et appuyer sur le bouton d'action. Cela consomme cependant de l'endurance.
- Bûcheron : muni d'une hache, il peut travailler des arbres pour récupérer du bois qui servira essentiellement aux menuisiers.
- Mineur : muni d'une pioche, il peut travailler un gisement pour récupérer du minerai qui servira  essentiellement aux forgerons.
- Pêcheur : muni d'une canne à pêche, il peut attraper des poissons qui serviront à la cuisine[10].